# Architekti Pro Bono
Architekti Pro Bono je iniciativa českých architektů, architektonických firem a vysokých škol provozovaná Českou komorou architektů (ČKA), poskytující pro bono architektonické poradenství a služby obětem katastrof a jinak znevýhodněným osobám, komunitám a organizacím.
Klienti pomocí adresáře členských atelierů kontaktují přímo architekty, ať už telefonicky, nebo přes jejich webové stránky. V závislosti na okolnostech klienti obdrží adekvátní asistenci, od jednoduché rady až po kompletní architektonické služby.

## Poslání
Poskytovat bezplatné či zlevněné architektonické poradenství a služby obětem katastrof a jinak znevýhodněným osobám, komunitám i organizacím.

## Historie
Iniciativu Architekti Pro Bono založil česko-australský architekt Jiří Lev 27. června 2021 na modelu Architects Assist, které založil r. 2020 v Austrálii, s cílem poskytnout pomoc obětem tornáda na Hodonínsku a Břeclavsku z 24. června 2021 a vizí že se  pro bono služby stanou běžnou součástí profesionální aktivity architektů. 12. července 2021 měla iniciativa přes 50 členských atelierů nabízejících postiženým obcím a jejich obyvatelům pomoc s vypracováním projektů rekonstrukce poničených domů nebo stavby nových domů. 3. srpna 2021 architekt Lukáš Janáč s několika architektonickými studii vytvořil pod záštitou České komory architektů navazující iniciativu Obnova 21, nabízející postiženým podklady k typovému projektu rodinného domu zdarma.
V r. 2022 byl vedením pracovní skupiny ČKA pro bono byl jmenován Lukáš Janáč.
17. září 2024 ČKA aktivovala iniciativu na pomoc s odstraňováním následků povodní a koordinaci pomoci architektů v následujících týdnech a měsících. K iniciativě se přidaly katedry a ateliéry vysokých škol architektonického zaměření, nabízejí pomoc municipalitám formou studentských prací.
Začátkem roku 2025 měla iniciativa 90 členů.

## Vybrané projekty
Obnova 21 vypracovala projekt Dům pro Slovácko, koncept rodinného domu, navržený do uličních proluk vzniklých po stržených stavbách.
Studio NOMA navrhlo rodinný dům v obci Hrušky. Koncept nekopíruje původní stavbu ale pomocí známých prvků navozuje atmosféru chybějícího domova.
Obnova po povodních z r. 2024 zahrnovala  např. projekt rekonstrukce domu v Opavě s pomocí architektky Zuzany Sýkorové.